# Vaabina
Vaabina (Duits: Uelzen) is een plaats in de Estlandse gemeente Antsla, provincie Võrumaa. De plaats heeft de status van dorp (Estisch: küla).
Vaabina lag tot in oktober 2017 in de gemeente Urvaste. In die maand werd Urvaste bij de gemeente Antsla gevoegd.

## Bevolking
Het dorp had 182 inwoners op 31 december 2011 en 166 inwoners op 31 december 2021.

## Ligging
De plaats ligt aan het meer Lõõdla järv. De rivier Antsla ontspringt hier aan het meer. Bij Vaabina komt de Tugimaantee 70, de secundaire weg van Antsla naar Vaabina, uit op de Tugimaantee 69, de secundaire weg van Võru naar Tõrva.
Vaabina had een station aan de spoorlijn Valga - Petsjory, die in 2001 voor reizigersverkeer gesloten is.

## Geschiedenis
Bij Vaabina lag in de middeleeuwen het slot Uelzen (Estisch: Vaabina vasallilinnus), waarvan heel weinig over is. Het werd in de vroege 15e eeuw gebouwd door een lid van de familie Ultzen. De Duitse naam Uelzen voor Vaabina is daarvan afgeleid. Het slot werd eerst vernield tijdens de Lijflandse Oorlog en later definitief tijdens de Pools-Zweedse Oorlog van 1655 tot 1660. Het landgoed Uelzen kwam in 1522 in handen van Fabian von Tiesenhausen. Vaabina, de Estische naam voor de plaats, is afgeleid van Fabian. Het landgoed wisselde vaak van eigenaar; het is onder andere in bezit geweest van de families Rosladin, von Bellingshausen, von Igelström, von Rennenkampff en von Samson-Himmelstjerna. In 1748 werd het landgoed van Linnamäe afgesplitst van Vaabina. De laatste eigenaar van Vaabina voor de onteigening door het onafhankelijk geworden Estland in 1919 was Karl Gerhard Hermann von Samson-Himmelstjerna.
Het landgoed Uelzen heeft een landhuis gehad, maar dat is niet bewaard gebleven. De resten van het slot lagen in het park bij het landhuis. In 1967 werd de Tugimaantee 70 dwars door het park aangelegd.
In 1582 werd voor het eerst een Estische naam voor het landgoed genoemd: Fabin. Na de onteigening in 1919 was Vaabina een nederzetting op het voormalige landgoed. Na 1945 werd de plaats opgesplitst in kleine dorpen, die in 1977 weer bij elkaar kwamen onder de naam Vaabina.

## Foto's

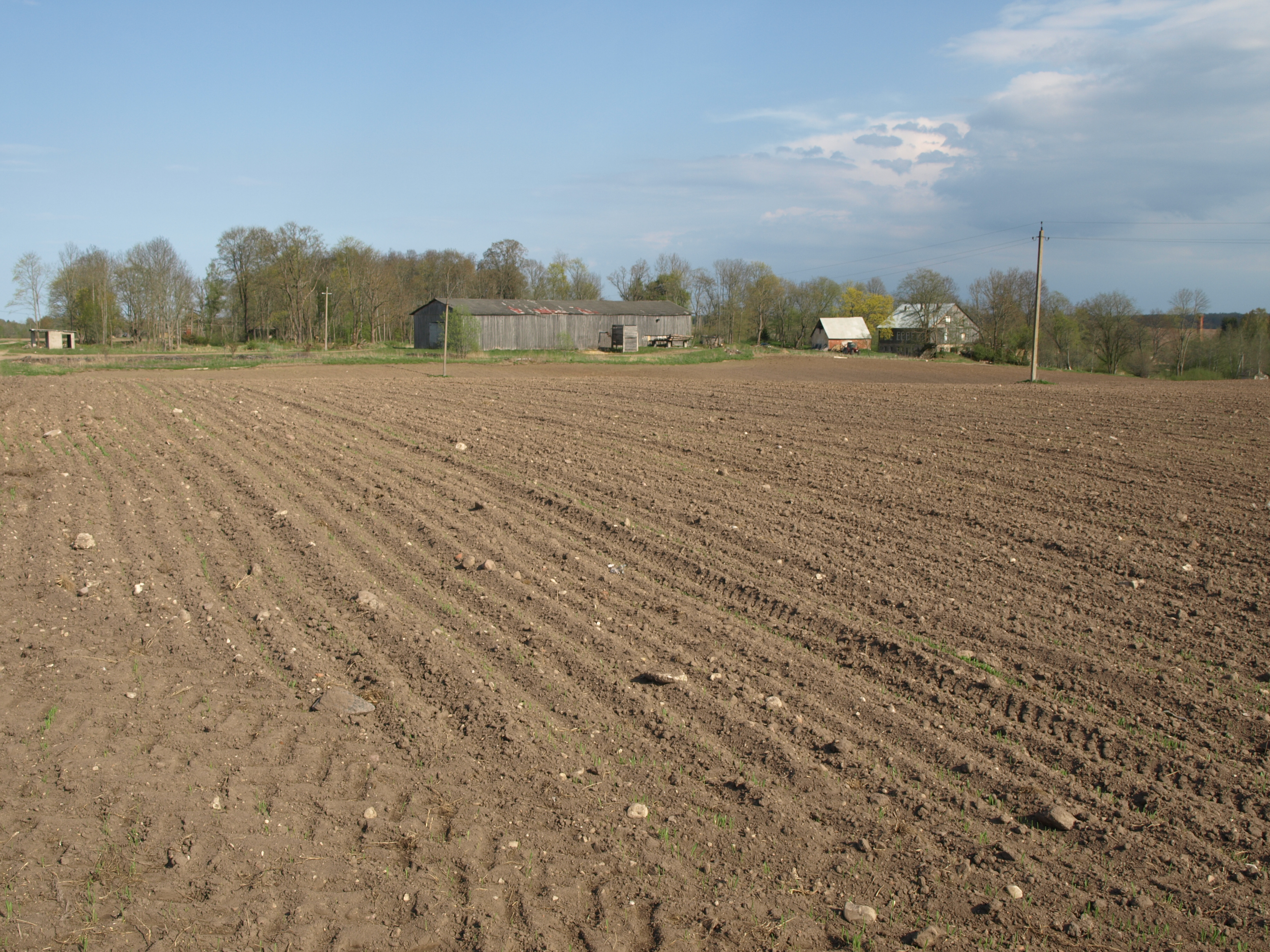
Landschap bij Vaabina
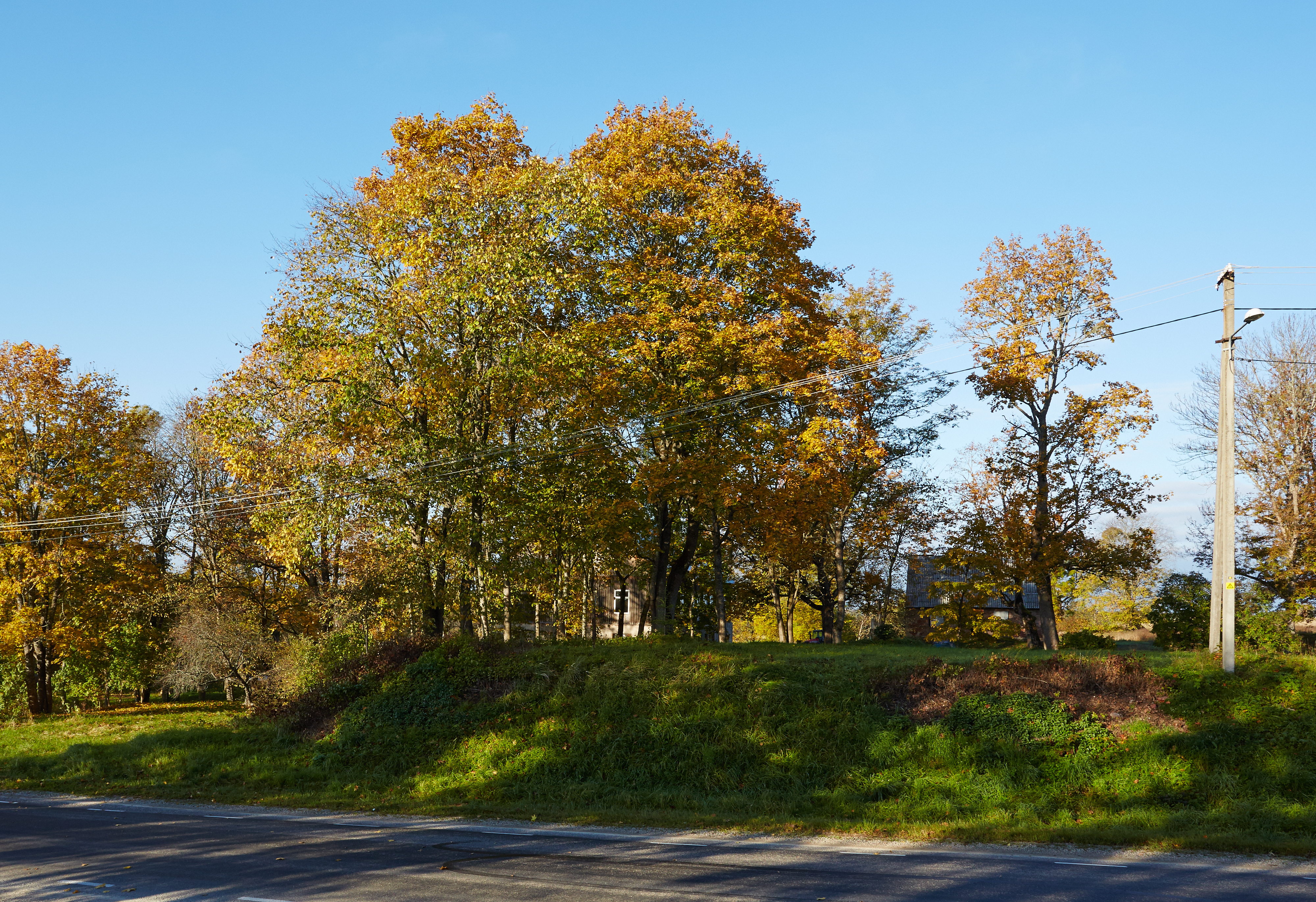
De plaats waar het slot Uelzen heeft gestaan
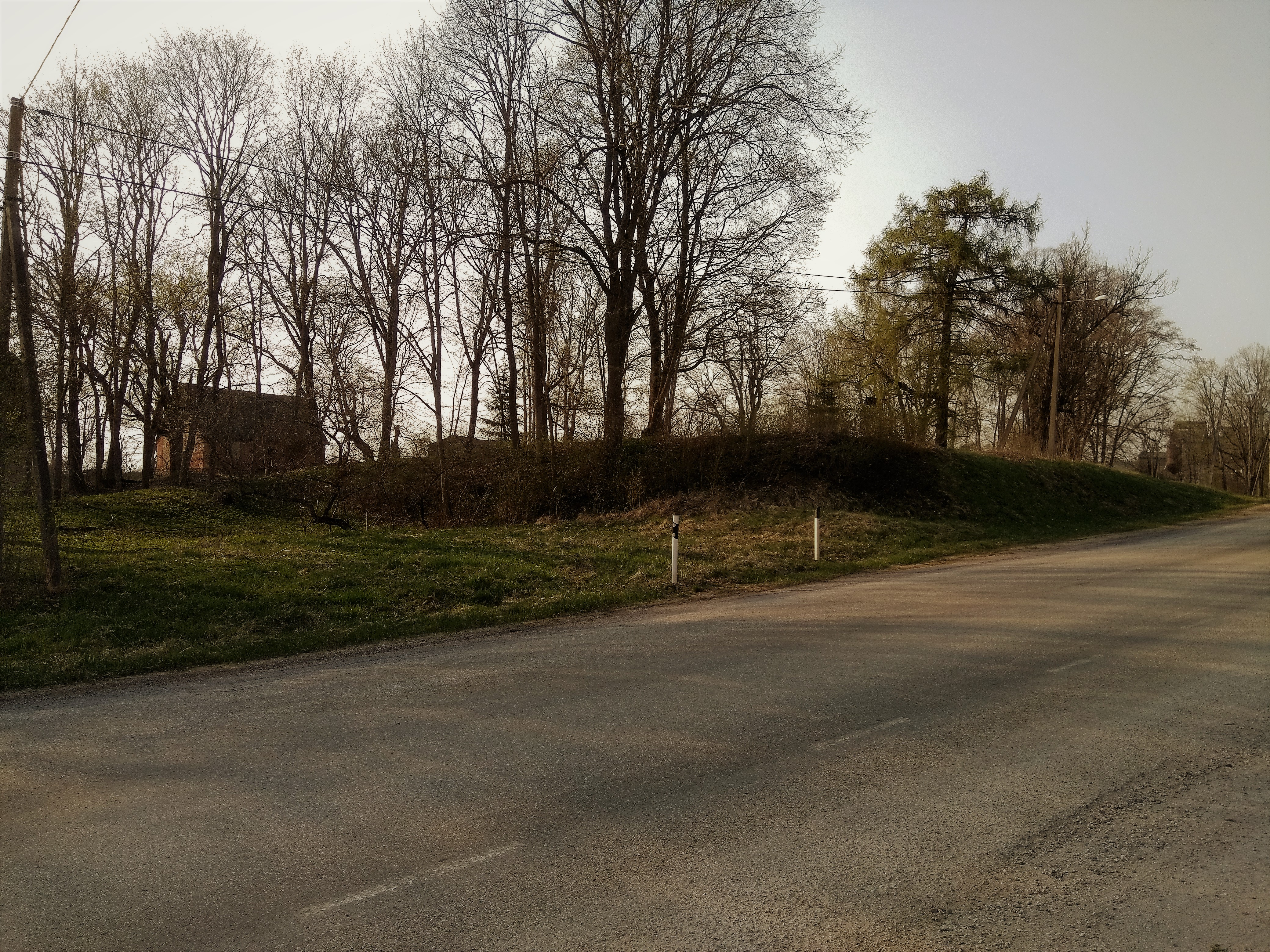
De Tugimaantee 70 loopt langs de plaats waar het slot gestaan heeft